# محمد الشریف مساعدیه
محمد الشریف مساعدیه (عربی: محمد الشريف مساعدية؛ زادهٔ اکتبر ۱۹۲۴ – درگذشته ۱ ژوئن ۲۰۰۲) عضو فعال حزب جبهه آزادیبخش ملی و رئیس سابق مجلس ملت یکی از چهره‌های مؤثر و اثرگذار در حزب جبهه آزادیبخش ملی و دولت الجزایر بود.

## زندگی‌نامه
محمد الشریف مساعدیه در اکتبر سال ۱۹۲۴ در تیفاش، ناحیه مداوروش، استان سوق اهراس متولد شد. وی مبارزات خود را در جنبش و مبارزات ملی مردم الجزایر در سال ۱۹۴۲ در حزب خلق الجزایر و جنبش برای پیروزی آزادی‌های دموکراتیک شروع کرد. وی در دانشگاه الزیتونه در ابتدای دهه ۵۰ قبل از پیوستن به عنوان یک افسر به همراه شاذلی بن جدید به ارتش آزادیبخش الجزایر در منطقه و قرارگاه شرقی این ارتش در مرز بین تونس و الجزایر به تعلیم و فراگیری پرداخت. در نوامبر سال ۱۹۵۸ در زمان توطئه سرهنگ لعموری که تلاش کرد علیه حکومت موقت الجزایر کودتا کند وی توسط حکومت موقت دستگیر و زندانی و شکنجه شد، در سال ۱۹۶۰ از زندان آزاد و به مرز بین الجزایر و مالی فرستاده شد.

## بعد از استقلال
بعد از استقلال الجزایر در سال ۱۹۶۲ محمد الشریف مساعدیه مسئولیت حفاظت جبهه آزادیبخش ملی در کولومب را بر عهده گرفت و تا سال ۱۹۶۳ در همین موضع مسئولیت و منصب بود، در سال ۱۹۶۴ وی در استان ساوره معاون مجلس ملی خلق بود. وی از سال ۱۹۶۴ یکی از اعضای هیئت مرکزیت حزب جبهه آزادیبخش ملی الجزایر بود، بین سال‌های ۱۹۶۷ تا ۱۹۷۷ وی مسئولیت اداره تبلیغات را در هیئت مرکزیت جبهه قبل از انتخاب وی به عنوان هماهنگ‌کننده و اداره‌کننده هیئت مرکزیت جبهه، بر عهده داشت. وی در دوره حکومت و ریاست هواری بومدین نقش و مسئولیت تعیین‌کننده‌ای نداشت و اینهم به خاطر این بود که وی در کودتا و درگیری‌های ۱۹ ژوئن ۱۹۶۵ از کسی طرفداری نکرد و یک موضع بی‌طرف اتخاذ کرد، وی در این دوران بر اجتماعات حزبی در سطح ملی نظارت داشت، وی به دلیل تسلطش بر تعدادی از سازمان‌های مردمی مانند اتحادیه زنان، اتحادیه جوانان، اتحادیه کارگران و کشاورزان، جمعیت هلال احمر الجزایر و … توانست حزب را سمت و سو بدهد و موقعیت خود را در حزب مستحکم نماید کما اینکه در طی تمام این مدت مسئولیت تبلیغات را در حزب جبهه آزادیبخش ملی الجزایر بر عهده داشت.

## حکومت شاذلی بن جدید
مساعدیه در ابتدای حکومت شاذلی بن جدید به عنوان وزیر مجاهدین در سال ۱۹۷۹ انتخاب گردید، ولی اوضاع در حزب در تاریخ ۱۵ ژوئیه سال ۱۹۸۰ به‌سرعت تغییر کرد و محمد الصالح یحیاوی تلاش کرد جانشین شاذلی بن جدید گردد، در خلال عملیات بازسازی تشکیلات حزب جبهه آزادیبخش الجزایر وی به عنوان عضو دائمی دبیرخانه هیئت مرکزی این جبهه انتخاب گردید و این منصب و مسئولیتی بود که وی ۸ سال متمادی تا شعله‌ور شدن حوادث و اتفاقات ۵ اکتبر ۱۹۸۸ که یکی از قربانیان این حوادث بود، بر عهده داشت. در دهه ۸۰ رئیس شاذلی بن جدید به وی مأموریت بررسی و نگارش پرونده‌های اتفاقات و حوادث جنگ مرتبط با نبرد آزادیبخش ملی را داد. محمد الشریف با شناختی که از قانون اساسی و دو ماده ۱۲۰ و۱۲۱ داشت توانست عناصر وابسته به حزب کمونیست الجزایر و حزب سوسیالیستی پیشرو از سازمان‌های مردمی حزب را تصفیه نماید. وی مخالف طرح اصلاحات استثنایی که شاذلی بن جدید و عبدالحمید ابراهیمی ارائه کرده بودند، بود. در همین دوره مشاهده شد که دو نشریه حزب دو موضع متفاوت داشتند، مجله انقلاب آفریقا از مشی سوسیالیستی محافظه‌کارانه حمایت می‌کرد در صورتی که روزنامه جزائر الاحداث از اصلاحات لیبرالی جدید پشتیبانی می‌کرد. در زمان مساعدیه در حزب یک نبرد و مبارزه غیر علنی وجود داشت که شاذلی بن جدید تلاش می‌کرد بین این دو جریان توازن برقرار نماید، تا اینکه اتفاقات و حوادث اکتبر ۱۹۸۸ رخ داد و مساعدیه و نظریات و برنامه‌اش به حاشیه رانده شدند و محمد الشریف مساعدیه مجبور به استعفا گردید و نسل اصلاحات برهبری مولود حمروش در صحنه ظاهر شد.

## بازگشت به فعالیت سیاسی
با تمام این اتفاقات وی به عنوان عضو هیئت مرکزیت حزب جبهه آزادیبخش ملی تا پایان سال ۱۹۹۸ باقی ماند، وی کماکان نظریات سوسیالیستی محافظه‌کارانه خودش را داشت و در این رابطه محمد الصالح یحیاوی از وی حمایت می‌نمود ولی به دلیل التزام تام و تمام در دوران عبدالحمید مهری وی هیچ فعالیت بارزی نداشت، تا اینکه در سال ۱۹۹۹ مجدداً به صحنه فعالیت‌های سیاسی برگشت و در این دوران در بسیج انتخاباتی عبدالعزیز بوتفلیقه شرکت کرد و تعداد زیادی تجمع و میتینگ مردمی را در این زمان برگزار و سازماندهی کرد. بعد از انتخاب عبدالعزیز بوتفلیقه، او محمد الشریف مساعدیه را مأمور رسیدگی به اوضاع در بیرون از کشور و کشورهای دیگر نمود، وی در ۴ ژانویه ۲۰۰۱ به کشور برگشت و در انتخابات مجلس شرکت نمود و به عنوان یک نماینده انتخاب گردید، وی بعد از آن به عنوان جانشین رئیس کمیته دوم مجلس برگزیده شد.

## درگذشت
محمد الشریف مساعدیه در ۱ ژوئن ۲۰۰۲ دو روز بعد از اعلام نتایج انتخابات مجلس که در آن حزب جبهه آزادیبخش ملی دارای بیشترین کرسی‌ها در پارلمان گردید و جبهه بعد از مدت‌ها به صحنه سیاسی کشور برگشت، در یک بیمارستان آمریکایی در پاریس درگذشت و در یک مقبره به خاک سپرده شد.